# Anphira guianensis
Anphira guianensis là một loài chân đều trong họ Cymothoidae. Loài này được Thatcher miêu tả khoa học năm 2002.